# Лаура Глітц
Лаура Глітц (англ. Laura Glitz; нар. 17 травня 1967) — колишня американська тенісистка.
Найвищу одиночну позицію світового рейтингу — 332 місце досягла 15 липня, 1991, парну — 109 місце — 5 жовтня, 1992 року.
Найвищим досягненням на турнірах Великого шолома було 2 коло в парному розряді.

## Фінали Туру WTA

### Парний розряд (0–1)
| Результат | Дата     | Турнір              | Рівень | Покриття | Партнерка            | Суперниці                     | Рахунок  |
| --------- | -------- | ------------------- | ------ | -------- | -------------------- | ----------------------------- | -------- |
| Поразка   | Гру 1991 | Сан-Паулу, Бразилія | Tier V | Ґрунт    | Рената Марцинковська | Інес Горрочатегі Мерседес Пас | 2–6, 2–6 |